# Louis Canet
Pour les articles homonymes, voir Canet.
Louis Canet, né Louis Marie Joseph, né le 18 juillet 1883 à Rouen et mort le 25 octobre 1958 à Paris, est un haut fonctionnaire français et collaborateur.

## Biographie

### Jeunesse et études

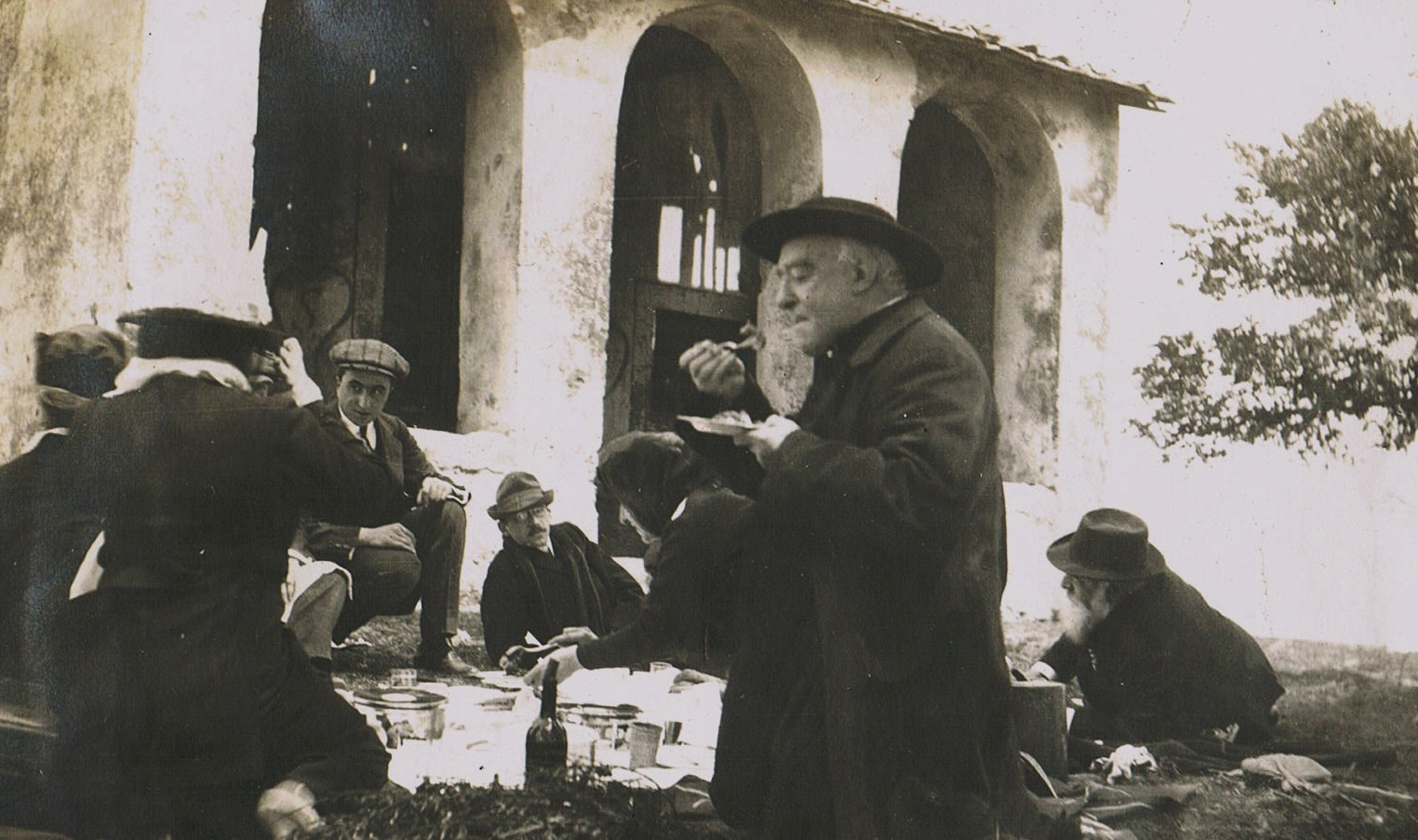
Mgr Duchesne, à l'avant-plan, au cours d'un pique-nique avec Louis Canet, au fond avec chapeau et lunettes.

Il est le fils d'Aimable Auguste Canet, instituteur, et de Marie Denise Caulle. Pendant l'année scolaire 1900-1901, il est, au lycée Corneille de Rouen, l'élève d'Émile Chartier (le philosophe Alain).
Il est reçu à l'agrégation de lettres et membre de l’École française de Rome (1912-1916).

### Parcours professionnel
Il est successivement attaché au Bureau de presse et de renseignement à l’ambassade de France à Rome. Au cours de son séjour romain, il devient familier de la famille Besnard alors en résidence à la Villa Médicis, et notamment de Philippe Besnard (sculpteur).
Il est ensuite directeur adjoint des cultes à Strasbourg et conseiller du ministère des Affaires étrangères pour les Affaires religieuses de 1920 à 1946.

Il est ensuite nommé maître des requêtes au Conseil d’État et conseiller d’État. De 1940 à 1944, admirateur du statut des juifs de Xavier Vallat, il se distingue, dans cette Institution, comme un spécialiste zélé du « problème juif ». Il traite de la plupart des demandes d'exemption des fonctionnaires pouvant échapper pour « services exceptionnels rendus » aux lois sur le statut des Juifs du régime de Vichy, selon l'article 8 de la loi du 3 octovre 1940. Il se montre particulièrement sévère : sur 104 dossiers de dérogation, il n'émet qu'une vingtaine d'avis favorables, la refusant à des personnalités telles que Claude Lévi-Strauss, Pierre Waltz ou Jacques Ancel,.

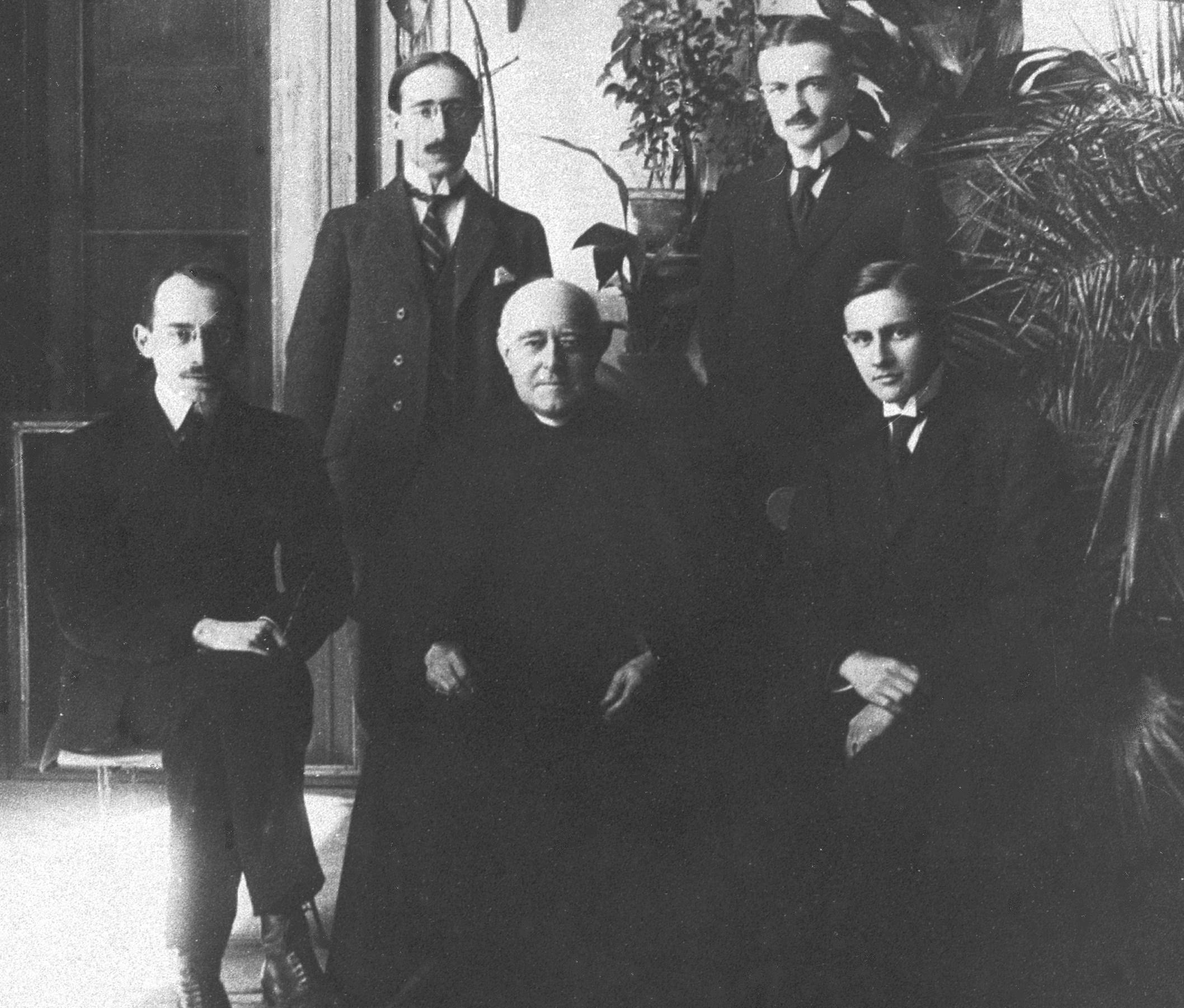
Louis Duchesne et des élèves à l’École française de Rome, en 1917. Louis Canet, à gauche.

Il n'est pas inquiété à la Libération et conserve sa fonction au Conseil d’État jusqu'en 1953.
Il publie, en 1928, Saint-Siège, "Action Française" et "Catholiques intégraux'' sous le pseudonyme de Nicolas Fontaine (Paris, Gamber), et co-signe avec Robert Fawtier La Double Expérience de Catherine Benincasa, sainte Catherine de Sienne (Paris, Gallimard) en 1948.

## Distinctions
- Commandeur de la Légion d'honneur (12 février 1949)[8].
- Chevalier de l'ordre du Mérite agricole.